# Джеймс Гокенгал
Генерал сер Джеймс Річард Гокенгал, англ. Sir James Richard Hockenhull, KBE, ADC Gen (народився 27 липня 1964) — старший офіцер британської армії, який служить командувачем стратегічного командування з травня 2022 року.

## Молодість і освіта
Гокенгал народився 27 липня 1964 року в Гаванті, Гемпшир, Англія. Він здобув освіту в Королівській лікарняній школі в Іпсвічі та Йоркському університеті.

## Військова кар'єра
У 1986 році Гокенгал був призначений до Корпусу розвідки. На початку своєї кар’єри він неодноразово відправлявся до Північної Ірландії, за що 22 листопада 1994 року був призначений членом Ордена Британської імперії, нагороджений подякою королеви за цінну службу «за хоробрі та видатні заслуги» в 1999 році, і призначений офіцером Ордена Британської імперії 30 вересня 2003.
Гокенгал став інструктором у Коледжі командування та генерального штабу армії США у Форт-Лівенворті, штат Канзас, у 2003 році, а потім у грудні 2005 року був призначений начальником відділу планування кампанії в штабі Багатонаціональних сил в Іраку, за що був нагороджений Медаллю Сполучених Штатів «Бронзова зірка» у 2006 році. У серпні 2006 року він обійняв посаду заступника директора з розвитку збройних сил, у 2008 році — начальника відділу планування в штабі Об’єднаних сил швидкого реагування в Афганістані та у 2008 році — директора ISTAR у штабі сухопутних військ. Після цього він став керівником військово-стратегічного планування в Міністерстві оборони у вересні 2011 року, директором Консультативної групи міністерства оборони в Кабулі в червні 2012 року та директором з кіберрозвідки, розвідки та інформаційної інтеграції в березні 2015 року. У 2017 році він був нагороджений офіцером Легіону Сполучених Штатів Америки. Наступного року Гокенгал був призначений начальником розвідки оборони США і підвищений до генерал-лейтенанта. Він отримав звання кавалера ордена Британської імперії (KBE) у новорічних відзнаках 2021 року.
У квітні 2022 року було оголошено, що Гоккенгал отримає звання генерала та змінить генерала сера Патріка Сандерса на посаді командувача Стратегічним командуванням Об’єднаного Королівства. Обійняв посаду в травні 2022 року.
13 серпня 2022 року в інтерв’ю BBC Хоккенгал сказав: «Цього року ні Росія, ні Україна, швидше за все, не досягнуть будь-яких рішучих військових переваг в Україні». Він захищав рішення опублікувати дані розвідки про російське вторгнення в Україну, сказавши, що «важливо отримати правду до того, як прийде брехня». Британська розвідка «дуже уважно» стежить за перспективою застосування тактичної ядерної зброї в Україні; однак він вважає їх використання "дуже малоймовірним". Він сказав про Китай: «неймовірна військова модернізація з країною, яка має намір розв'язувати політичне питання».